# Drymadusa limbata
Drymadusa limbata är en insektsart som beskrevs av Brunner von Wattenwyl 1882. Drymadusa limbata ingår i släktet Drymadusa och familjen vårtbitare.

## Underarter
Arten delas in i följande underarter:
- D. l. grandis
- D. l. limbata